# 女同性戀女性主義

女同志女性主義旗幟。紫色底，黑色倒三角中间一把白色的双斧

女同志女性主義（英語：Lesbian feminism），亦稱女同性戀女性主義，有时也包括“分離女性主義”，是一種文化運動和批判視角，鼓勵女人將精力、注意力、關係和活動集中於其他女人而非男人，並常常提倡女同志身分認同以及女性主義。 女同志女性主義在1970年代和1980年代初期最具影響力，主要集中於北美和西歐，不過該其始於1960年代末期，源於對新左派、同性戀解放運動中的性別歧視，以及當時主流第二波女性主義運動中的恐同現象的不滿。許多女同志女性主義的支持者實際上是投入同性戀解放運動的女人，她們厭倦了同性戀社群中的男性中心主義；同時，也有投入主流女性運動的女同志厭倦了其中的恐同現象。
一些關鍵思想家和運動者包括夏洛特·班奇、麗塔·梅·布朗、艾德麗安·里奇、奥德雷·洛德、瑪麗蓮·弗倫奇、瑪麗·戴莉、希拉·杰弗里斯、芭芭拉·史密斯、帕特·帕克、瑪格麗特·斯隆-亨特、雪莉·克拉克、格洛麗亞·E·安札杜爾、雪莉·莫拉加、莫尼克·維蒂格以及莎拉·艾哈邁德（儘管後兩者更常與酷兒理論的興起有關）。
正如女同志女性主義者希拉·杰弗里斯所言：「女同志女性主義的興始於兩個脈絡發展：女同志在婦女解放運動中開始創造一種嶄新且明確的女性主義女同志政治，並且女同志在同性戀解放陣線中脫離出來，與她們的姐妹們結盟。」根據加拿大記者和女性主義運動者茱蒂·瑞比克的說法，女同志「始終是婦女運動的核心」，但她們的議題在婦女運動中卻「不具能見度」。
有色女同志女性主義作為一種回應而出現，對傳統的女同志女性主義思想進行了批判，指出其未能將階級和種族作為同於異性戀的壓迫根源。
由於女同志女性主义的旗帜是一面紫色底，黑色倒三角中间一把白色的双斧构成。也因为女同性恋被称为百合，女性主义以紫色作为代表，所以在中國很多时候也以“紫百合”作为代称。

## 核心理念
女同志女性主義，與女性主義、同志研究和酷兒理論相似，充滿了爭議和不斷修正的觀點。女同志女性主義的一個主要主題是對異性戀作為一種制度的分析。 女同性戀女性主義的文獻努力將異性戀非自然化，並基於這種論點探討異性戀在父權、資本主義和殖民主義等制度中的「根源」。此外，女同性戀女性主義提倡女同志身分認同和關係是對這類制度中疏離和不滿的理性結果。
希拉·傑弗里斯將女同志女性主義定義為具有七個關鍵主題：
- 強調女人之間的愛
- 分離主義組織
- 社群和思想
- 將女同性戀視為「選擇」和「抵抗」
- 提倡個人即政治
- 拒絕社會階級制度
- 批判男性至上主義[6]

女同志女性主義文學評論家邦妮·齊默曼常分析運動內部作家使用的語言，經常從自傳敘事和個人證詞中汲取靈感。根據齊默曼的論點，女同志女性主義文本往往是非線性、詩意甚至晦澀的。
有色女同志女性主義者強調交織性，尤其是性別、性、階級和種族的交織，並強調有關性傾向的大部分研究和資料是由白人順性別男性提供的。

### 生物學、政治選擇與社會建構論
如上所述，女同性戀女性主義通常將女同性戀視為對「男造」制度的抵抗。雪莉·克拉克在她的文章《女同志的新筆記》中寫道：
我稱自己為「女同志」，因為這種文化壓迫、沉默和摧毀女同志，即使那些不稱自己為「女同志」的女同性戀者。我稱自己為「女同志」，因為我想讓其他黑人女同志看見我。我稱自己為「女同志」，因為我不認同掠奪性/制度化的異性戀。
然而，根據《性別研究詞典》，一些認為自己是「天生如此」的女同志認為，政治女同志或將女同性戀身分認同和關係視為制度化異性戀下的政治選擇的女人，正在挪用「女同志」這個詞，並且沒有經歷過或發聲反對女同志所遭受的壓迫。 此外，也有一些女性主義者認為，「政治女同志主義」將女同志身分認同化約為一種拒絕男人和陰莖的政治選擇，忽視了女同志作為表達女人之間吸引力的深刻個人性，並抹消了跨性別女性及其女同志伴侶的經驗。

### 分離主義
女同志分離主義是一種特定於女同志的分離主義女性主義形式。女同志將分離主義視為一種暫時策略，也視為終身實踐，但主要是後者居多。 在分離主義女性主義中，女同性戀被視為一種關鍵的女性主義策略，使女人能夠將精力投入到其他女人身上，創造出有關女人之間關係的新空間和對話，通常限制她們與男人的接觸。
女同志分離主義在1970年代變得流行，因為一些女同志懷疑主流社會甚至同性戀解放運動是否能為她們帶來解放。在1970年，由七名女性，包括黛兒·馬丁，向北方同性戀組織會議提出質疑，關於同性戀權利運動對其中女人的關聯。代表們通過了一項支持婦女解放的決議，但馬丁深感他們行動不足，並撰寫了有影響力的1970年文章《如果這就是一切》，在文中她批評同性戀權利組織存在性別歧視。 1971年夏天，一個名為「復仇女神」的女同志團體成立了一個僅限女同性戀者進入的社群，並出版了一本每月一期的報紙。「復仇女神」由12名年齡在18至28歲之間的女性組成，所有成員都是女性主義者、女同性戀者，並且都是白人，其中三人有孩子。她們共享家務和衣物，住在一起，共享部分財產，並在共用的地板上睡覺。 她們還開設了一所學校，教導女人學習如何維修汽車和家具，以便她們不必依賴於男人。 這份報紙從1972年1月持續到1973年6月；
夏洛特·班奇是「復仇女神」的早期成員，她將分離主義女性主義視為一種策略，是種「邁出第一步」的過渡期，或者說是從主流社會運動中暫時退出，以達成特定目標或促進個人成長。 其他女同性戀者，如浪達同志文學獎得主艾拉娜·迪克沃門，則選擇分離主義作為終身實踐。
除了主張切斷與男人之間的合作、私人或隨意關係外，「復仇女神」建議女同志分離主義者僅與「斬斷與男性特權之間連結的女人」 交流，並指出「只要女人仍然受益於異性戀制度，獲得其特權和安全感，她們就會在某些時候背叛她們的姐妹，尤其是那些無法獲得這些利益的女同性戀姐妹。」
這是班奇在《向女同志分離主義學習》中論點的一部分，她認為「在男性至上社會中，異性戀是種政治制度」，而分離主義的實踐是種逃逸於其宰制的方法。 對於「復仇女神」來說，女同志身分認同和關係是擺脫男性至上的唯一途徑，更被視為一種政治工具，而非性偏好。
在她1988年的著作《女同性戀倫理：邁向新價值》中，女同志哲學家莎拉·霍格蘭提到女同志分離主義有助於鼓勵女同性戀者建立基於共同價值的健康社群倫理。霍格蘭還闡明了女同志次文化與女同志社群之間的差異（最初由女同志分離主義作家和選集編輯朱莉婭·佩內洛普提出）；次文化的成員「以外界和敵對文化的負面印象來定義」，而社群的成員則基於「我們相信可以在這裡實踐的理念」。
貝特·塔倫認為，女同志分離主義不同於其他分離主義運動，它「不是關於建立一個獨立國家，而是關於發展自主的自我認同和創造強大的女同志社群。」
女同志歷史學家莉莉安·費德曼將女同志女性主義的分離動力描述為「使女人之間的愛在更廣泛的文化中獲得更高的能見度」的創造文化和文化產物的過程。 費德曼還認為，行動建立分離主義機構的女同志女性主義者是為了「將她們對誠信、關懷弱勢、自決和勞動與薪資平等的理想融入基礎建設和經濟等所有層面。」
女同志分離主義的實踐有時會融入與酷兒民族主義和政治女同性戀主義相關的概念。一些自我認同為女同性戀分離主義者的個體也與月神威卡的實踐有關。
女性領地（womyn's land）是主要由女同志分離主義者創建、居住和維護的僅限女性的企劃社群。
在其他地方，女同志女性主義者將女性分離主義視為相當主流的現象，並探索圍繞它的神話。瑪麗蓮·弗倫奇的（1978年）論文《對分離主義與權力的思考》即為一例。她認為，女性分離主義是一種所有女人在某個時刻都會實踐的策略，並在許多女性主義計畫中出現（例如婦女庇護所、婦女保障名額或女性研究計劃）。她認為，只有當女性自覺地將其視為與男性的分離時，這種行為才會引起爭議（或者她所暗示的歇斯底里）。另一方面，男性分離主義（例如紳士俱樂部、工會、體育隊伍、軍隊，或更具爭議性的決策職位）則被視為相當正常，甚至是便利的現象。
不過，其他女同志女性主義者則提出了與男人的「策略分離主義」概念，主張並投資於婦女庇護所和意識提升小組等事物，同時探索女人可能暫時解除或與男人及陽剛特質保持疏離的日常實踐。
瑪格麗特·斯隆-亨特將女同志分離主義與黑人民族主義進行比較。在她的作品《建立分離主義聯繫：關鍵在於女人認同》中，她指出：
如果女同性戀分離主義失敗，那是因為女人如此團結，以至於我們無論走到哪裡都會散發女人的認同。然而，由於性別歧視比種族主義歷史更悠久，似乎我們現在必須至少在心理上擁抱分離主義，以促進健康和意識的覺醒。這是一場革命，而不是一場公關運動，我們必須不斷提醒自己。
然而，一些女同志女性主義團體對分離主義持懷疑態度。因此，一個著名的黑人女同志女性主義團體康巴希河集體表示，對她們來說，分離主義不是一個可行的政治策略。

### 認同女人的女人
女同志女性主義運動成形的具體時刻被認為是1970年5月，當時一個名為基進女同志的女同志基進女性主義組織，包括小說家麗塔·梅·布朗在內的20位女同性戀者，劫持了在紐約市舉行的第二屆婦女聯合大會。 她們未受邀請，排成一排，統一穿著印有「薰衣草威脅」字樣的T恤，並要求使用麥克風朗讀她們的《認同女人的女人宣言》，該宣言列出了她們運動的主要理念。 隨後，艾德麗安·里奇在她的著作《強制異性戀與女同志存在》中融入了這一概念，該文探討了父權如何要求女人專注於男人，或成為「認同男人的女人」。成為認同女人的女人，即將注意力和精力從男人轉向女人，是抵抗父權壓迫的一種方式。
這有別於「仇男陽剛女同志」等刻板印象，女同志女性主義理論經常不支持女性陽剛特質的概念。女同志女性主義者如希拉·杰弗里斯主張「所有形式的陽剛特質都是有問題的。」
這也是女同志女性主義與酷兒理論的主要差異之一，傑克·霍伯斯坦用一句話總結：「如果希拉·傑佛瑞斯不存在，卡蜜兒·帕格利亞就必須發明她。」 

### Womyn文化
"Womyn"以及 "wimmin" 和 "womin" 是由女同性戀女性主義運動內部的聯盟所創造的詞彙，以將她們與男人及陽剛（或 「男性中心主義」）語言加以區隔。由於 "women" 這個詞被視為"men"的衍生物，最終象徵著對女人的壓迫之規範性本質。更普遍來說，這是一種新的詞彙，有時提及失落的 母系社會、亞馬遜戰士、古代——尤其是希臘——女神，有時涉及女性生殖器官，並經常連結到大自然。許多人指出，這個運動沒有任何根據，對其根源和女同性戀歷史欠缺了解。因此，該文化可說是強調意識提升和開創新的「女性中心主義」 文化。

## 影響
1990年代酷兒理論的興起建立在某些女同志女性主義原則之上，包括對強制異性戀的批判、性別被部分定義理解為異性戀的，以及對性別的理解是制度化的，而非個人的。儘管如此，酷兒理論在很大程度上與傳統的女同志女性主義有所張力。傳統的女同志女性主義通常批判BDSM、女同志角色身份認同與關係、跨性別者和變性者、色情以及娼妓制度，而酷兒理論往往擁抱這些元素。酷兒理論家擁護性別流動，因此批評女同志女性主義對性別的理解過於本質主義，與她們所宣稱的目標背道而馳。女同志女性主義者則批評酷兒理論隱含男性宰制，並且是重新創造出女同志女性主義者最初試圖逃避的男性主導的同性戀解放陣線。酷兒理論家則反駁，指出大多數最著名的酷兒理論家都是女性主義者，且許多（包括朱迪斯·巴特勒、傑克·霍伯斯坦和蓋兒·魯賓）曾經或仍然自我認同為女同志。
Barry（2002）指出，在選擇這些可能的陣營（女同志女性主義和/或酷兒理論）時，必須回答的是性別還是性傾向在個人身份認同中更為「根本」。

### 對女同志角色身份認同與關係的觀點
一些女同志女性主義者認為，butch–femme （T–婆、頂–底）是在複製異性戀關係，而其他論者（包含酷兒理論家）則認為，雖然它與異性戀模式相似，但同時也在挑戰這種模式。
在1970年代，女同志女性主義的發展使得 butch–femme 角色逐漸變成不受歡迎。像希拉·傑弗里斯這樣的女同志分離主義者認為，所有形式的陽剛特質，包括男性化的 butch（T、頂），對女人都是負面和有害的。  就連被視為發起女同志女性主義的組織「基進女同志」，亦稱 butch 文化為「女同性戀中的男性認同角色扮演」。這鼓勵了中性風格在女同志女性主義社群的興起，許多女人開始穿著類似 T 恤、牛仔褲、法蘭絨襯衫和靴子的衣物，這些服裝與 butch 穿著非常相似，但也削弱了 butch 女同志的主要識別特徵。
雖然在1940、1950和1960年代，butch–femme 角色曾是識別女同志身分認同和關係的主要方式，但女同志女性主義意識形態將這些角色視為「對女同志身份認同的扭曲」。 女同志女性主義通常由白人女性主義者所代表，經常排斥和疏遠勞工階級女同志和有色人種女同志。在這些被排除的社群中，butch–femme 角色在1970年代仍然持續並增長。 縱使受到中產階級女同志和女同志女性主義者的批評，butch 和 femme 角色在1980和1990年代重新出現，但不再僅限於勞工階級女同志。

### 對 BDSM 的觀點
由於其專注於性關係中的平等，女同志女性主義傳統上反對任何涉及性別刻板印象的BDSM形式。這一觀點在1970年代末受到挑戰， 尤其是由Samois組織提出，這是一個位於舊金山的女同志女性主義 BDSM 團體。Samois 成員堅信她們的 BDSM 實踐完全符合女性主義，並認為如反色情女性主義組織「反對色情及媒體中對女性施暴」倡導的女性主義性觀念過於保守和禁慾主義。
相反地，許多黑人女同志女性主義者強烈反對 BDSM 的實踐，認為其帶有種族主義色彩。根據學者達琳·帕加諾、凱倫·西姆斯和蘿絲·梅森的論點，施虐受虐主義，尤其是其中的一些做法，往往缺乏對黑人女性經歷的敏感度，因為它可能與歷史上針對黑人女性奴隸的性暴力和宰制行為相聯繫。

### 對雙性戀的觀點
一些女同志女性主義者認為雙性戀是對女同性戀女性主義的反動和反女性主義的反撲。
一名雙性戀女性曾經對女同志女性主義雜誌《Common Lives/Lesbian Lives》提起訴訟，指控該雜誌對雙性戀者歧視，因為她的投稿未被刊登。
一些曾投入女同志女性主義運動的女人在意識到男人對自己的性吸引力後，公開出櫃為雙性戀者。女同性戀和雙性戀者之間的矛盾在女性主義運動內部最著名的例子之一發生於1989至1993年的北安普頓驕傲遊行，許多女性主義者當時辯論雙性戀者是否應被包括在內，雙性戀是否與女性主義相容。女同志女性主義者對雙性戀的常見批評包括：雙性戀是反女性主義的，是一種虛假意識，雙性戀女性與男人交往是「自欺欺人和絕望的」。然而，自1990年代以來，雙性戀女性在女性主義社群中已逐漸被接納，雙性戀與女同性戀者之間的緊張關係有所緩解。
儘管如此，仍有一些女同志女性主義者如茱莉·賓德爾對雙性戀持批評態度。賓德爾將雙性戀女性描述為由於「性享樂主義」推動的「時尚趨勢」，並質疑雙性戀是否真實存在。她還曾帶有玩笑意味地將雙性戀者類比動物幻想者和撒旦教徒。
女同志女性主義者希拉·傑弗里斯在《女同志異端邪說》（1993年）中寫道，儘管許多女性主義者樂於與男同性戀者合作，但她們與雙性戀男性相處時會感到不適。傑弗里斯認為，儘管男同性戀者不太可能對女性進行性騷擾，但雙性戀男性與異性戀男性一樣，可能會對女性造成困擾。
與此相反，《另一個衣櫃: 雙性戀者的生命故事與認同》（1991年），這本由羅蘭．哈金斯和蘭妮．卡阿乎瑪努編輯的選集被認為是現代雙性戀權利運動史上的重要著作之一，其中包括貝絲·埃利奧特撰寫的文章〈雙性戀：對女同性戀女性主義最好的事？〉

### 對跨性別的觀點
儘管女同志女性主義者的觀點各不相同，但有一種特定的女同志女性主義典範，拒絕接受跨性別權利運動、跨性別者和異裝者，認為跨性別者充其量是性別騙子或是以毀壞為基礎的論述功能；最糟糕的情況是，跨性別者加強了對傳統性別暴力規範的支持。這是一個充滿爭議的立場。希拉·傑弗里斯在《拆解酷兒政治》（2003年）和《性別傷害》（2014年）中總結了這些論點。
這些關於跨性別身份認同的觀點受到了許多LGBT和女性主義社群的批評，認為這些觀點構成恐跨，並構成了對跨性別男女的仇恨言論。
女同志女性主義有時與反對性別重置手術相關，因為一些女同志女性主義分析認為性別重置手術是一種與BDSM相類似的暴力形式。
1979年，女同志女性主義者珍妮絲·雷蒙德出版了《變性帝國: 女雄的誕生》。 這本書至今仍備受爭議，探討了跨性別主義——特別是心理和外科治療方式——如何在加強傳統性別刻板印象、醫學精神病學機構如何將「性別認同」醫療化，以及社會和政治背景如何促成跨性別治療和手術成為正常和治療性的醫學。
雷蒙德認為，跨性別是基於「父權」的迷思，例如「男性母職」和「按照男性形象創造女性」。她聲稱這樣做是為了「殖民女性主義的身份、文化、政治和性意識」，並補充道：「所有跨性別者都在強姦女性的身體，透過將真實的女性形態簡化為一種人造物，並將這個身體據為己有......跨性別者只是切斷了入侵女性最明顯的途徑，因此他們看起來不那麼具侵略性。」 在她的書中，雷蒙德提到了桑蒂‧史東，一位曾為奧莉維亞女性唱片公司工作的跨性別女性音響工程師，並指責她和克莉絲蒂·巴斯基在女性空間中製造分裂。 這些寫作被強烈批評為對這些個人的人身攻擊。
在《過著女性主義生活》（2017年）中，莎拉·艾哈邁德將女同志女性主義描繪成與跨性別女性主義的根本且必要的盟友。艾哈邁德認為，反對跨性別的立場就是反女性主義的立場，並且違背了女性主義創建支持那些因性別宿命論（即「男孩就會是男孩，女孩就會是女孩」）而受害的人的世界的計劃。 

### 代表人物
- 艾德丽安·里奇
- 莫尼克·維蒂格
- 奥德雷·洛德
- 瑪麗·戴莉
- 瑪麗蓮·弗倫奇
- 希拉·杰弗里斯
- 格洛麗亞·E·安札杜爾